# Kavachi
De Kavachi is een submariene vulkaan, ten zuiden van het eiland Vangunu, in de Salomonseilanden in het zuidwesten van de Stille Oceaan. De vulkaan is een van de meest actieve vulkanen in de Stille Oceaan. De vulkaan is vernoemd naar een van de goden van de New Georgia-eilanders. Lokaal wordt de vulkaan ook wel Rejo te Kavachi (wat Kavachi's oven betekent) genoemd.
De vulkaan is, sinds de eerste bekende uitbarsting in 1939, verscheidene keren boven het wateroppervlak uitgekomen en ook weer weggeërodeerd.
In mei 2000 werden de coördinaten van de vulkaan door een internationaal onderzoeksteam vastgesteld op 8° 59' 39" S, 157° 58' 14" E. Rond die tijd lag de top van de vulkaan onder water, maar door tijdens uitbarstingen werd lava tot een hoogte van 70 meter uitgestoten, stoomwolken bereikten een hoogte van ongeveer 500 meter. Onder water tekende zich een grove kegelvorm waarvan de basis een diameter heeft van 8 kilometer. Drie jaar later barstte de vulkaan opnieuw uit, waarna er zich een 15 meter hoog eiland vormde. Dit eiland verdween echter zeer spoedig weer onder de golven. Ook in maart 2004 en april 2007 waren er uitbarstingen.

## Flora en fauna
In 2015 werd er zeeleven in de krater gevonden. Dit terwijl de temperatuur vrij hoog is en het water er zurig is. Onder de gevonden dieren bevonden zich twee soorten haaien, een hamerhaai en een zijdehaai, en een zeskieuwige doornrog. Van een aantal kwallen werd duidelijk dat zij er op natuurlijke basis voor komen.